# 필리핀긴가락박쥐
필리핀긴가락박쥐(Miniopterus paululus)는 긴가락박쥐과에 속하는 박쥐의 일종이다. 개체수와 생태, 분포 그리고 위협 요인에 대한 정보 부족때문에 IUCN 적색 목록에서 "정보부족종"으로 분류하고 있다. 필리핀긴가락박쥐는 인도네시아와 필리핀, 말레이시아 그리고 동티모르에서 발견된다. 필리핀긴가락박쥐의 의심스러운 분류학적 상태때문에 Miniopterus australis의 아종으로 분류하기도 한다.